# Necropolis of Mir
Necropolis of Mir är en fornlämning i Egypten.   Den ligger i guvernementet Asyut, i den centrala delen av landet, 300 km söder om huvudstaden Kairo. Necropolis of Mir ligger 63 meter över havet.
Terrängen runt Necropolis of Mir är lite kuperad. Runt Necropolis of Mir är det tätbefolkat, med 308 invånare per kvadratkilometer. Närmaste större samhälle är Al Qūşīyah, 10,4 km öster om Necropolis of Mir. Trakten runt Necropolis of Mir är ofruktbar med lite eller ingen växtlighet.